# Exégèse allégorique d'Homère

L'apothéose d'Homère - Jean-Auguste Dominique Ingres

L’Exégèse allégorique d'Homère est une interprétation ou explication de l'œuvre homérique, basée sur l'axiome selon lequel le poète n'a pas explicitement exprimé sa pensée mais a caché celle-ci derrière des récits mythologiques, au moyen d'un langage énigmatique ou allusif.
La plus ancienne forme d'exégèse allégorique (de άλλος, « autre », et αγοράομαι, « dire »: qui dit en d'autres mots ce que le poète n'a pas clairement exprimé), et en même temps la plus constante dans l'histoire, cherche à faire ressortir, dans le texte d'Homère, un enseignement physique, c'est-à-dire relatif à la nature (φύσις) et à tous les phénomènes qui s'y produisent.
On peut distinguer aussi une exégèse allégorique théologique ou mystique, ayant trait aux dieux et aux mystères religieux, mais elle est souvent étroitement liée à l'exégèse physique, les dieux étant assimilés à des entités naturelles, ou qui agissent sur la nature.
Enfin, il existe également, plus tardive et moins fréquente, une exégèse allégorique historique (ou historiciste) et éthique (ou moralisante).
L'interprétation allégorique d'Homère, pratiquée depuis la plus haute Antiquité par presque tous les philosophes, couvre finalement une période d'au moins 2.500 ans. Si l'exégèse physique n'a pas été seulement appliquée à l'auteur de l’Iliade et de l’Odyssée, mais à plusieurs autres grands poètes anciens grecs et latins (Hésiode, Virgile, Ovide), celle d'Homère est incontestablement la plus abondante quant aux témoignages écrits.

## L'exégèse physique et théologique

### Les rhapsodes et les présocratiques
« Ce qu'on appelle communément l'exégèse allégorique d'Homère commence au VIe siècle av. J.-C. avec Théagène ».
Toutefois, déjà les rhapsodes, ou homérides, successeurs directs d'Homère (dès le VIIIe siècle av. J.-C.), étaient censés, en récitant les vers de l'Aède, pouvoir commenter en même temps le « sens » ou l'« intention » que le poète y avait en vue.
Les plus anciens exégètes d'Homère, cependant, dont on connaisse les noms, sont effectivement Théagène de Rhégium (VIe siècle) et Métrodore de Lampsaque (Ve siècle):
- « Agamemnon représente l’éther ; Achille, le Soleil ; Hélène, la terre ; Alexandre, l’air ; Hector, la Lune ; les autres portent des noms qui s’y conforment. Parmi les dieux, Déméter représente le foie ; Dionysos, la rate ; Apollon, la bile[6]. »

Il arrive aux philosophes présocratiques (VIe et Ve siècles) de commenter le poète dans la même optique: Thalès de Milet, Anaxagore de Clazomène, Xénophane de Colophon, Héraclite d'Éphèse, Empédocle d'Agrigente, Démocrite d'Abdère :
- « Prenez Thalès de Milet: on admet qu'il plaça le premier, à l'origine de l'univers, l'eau comme élément primitif [...]. Mais quel est le vrai père cette opinion? N'est-ce pas Homère, quand il dit: Océan, père de tous les êtres[8]? »
- « Voici comment Empédocle formule la composition de l’univers : Tantôt l’amitié rassemble et réunit tout, tantôt, en revanche, la haine et la discorde emportent chaque chose. Il donne à l’harmonie et à l’union le nom d’ amitié, et au désaccord celui de discorde. Avant lui, Homère fait allusion à cette amitié et à cette discorde [...] dans la fable d’Aphrodite et d’Arès. La première représente la même chose que l’amitié chez Empédocle; le second, que sa discorde[9]. »

### Pythagore et les pythagoriciens
Pythagore partage avec Homère le rare privilège de voir les vers qui lui sont attribués être qualifiés « d'or ». De fait, selon ses biographes, le philosophe fut initié à la lecture de l'Aède par Hermodamas et il se serait inspiré de l'œuvre homérique notamment dans l'élaboration de sa doctrine des nombres et sur la palingénésie ou la métempsycose:
- « Le mythe de Circé est une allusion à ce que Pythagore et Platon enseignent sur l’esprit. [...] Homère donne le nom de Circé au mouvement circulaire et périodique de la palingénésie[11]. »
- « Les compagnons d’Ulysse sont métamorphosés en porcs et autres animaux de ce genre. C’est une allusion au fait que les esprits des hommes insensés passent dans des corps appartenant aux espèces animales. Leur chute les soumet à la révolution circulaire de l’univers qu’Homère appelle Circé (Cercle)[12]. »

Les disciples de Pythagore s'inspirèrent d'Homère pour, par exemple, s'imposer la règle du silence :
- « Quand Télémaque dit : Quel dieu est donc à l’intérieur, parmi ceux qui habitent l’étendue du ciel ? [Odyssée, XIX, 40], son père le reprend en ces termes : Tais-toi, garde pour toi ce qui te vient à l’esprit, et ne pose pas de questions ! C’est là ce que dictent les dieux qui habitent l’Olympe. [Ibid., 42 et 43]. En s’appuyant sur cette exégèse, les pythagoriciens ne répondaient rien à ceux qui, sur les dieux, posaient des questions hasardeuses, effrontées et légères[13]. »

Parmi les néo-pythagoriciens, Porphyre (IIIe siècle - début IVe) s'illustrera par la rédaction des Questions homériques et de L'Antre des nymphes, œuvres où le texte d'Homère est fréquemment interprété allégoriquement :
- « En considérant la race divine et la race humaine, les pythagoriciens en supposaient une troisième, entièrement vénérable: celle du roi ou de l’homme sage. Homère fut le premier à situer, entre les dieux et les hommes, le roi [...] : Qu’eux-mêmes soient témoins devant les dieux bienheureux, devant les hommes mortels et devant le roi[16]. »

### Platon et les platoniciens
L'œuvre de Platon (IVe siècle av. J.-C.) renferme à son tour des commentaires allégoriques d'Homère, généralement formulés par Socrate :
- « Par la fameuse chaîne d'or, Homère ne veut rien dire d'autre que le soleil, montrant par là clairement qu'aussi longtemps que se meut la sphère céleste et le soleil, tout a l'être et tout le conserve tant chez les dieux que chez les hommes; mais, s'ils venaient à s'immobiliser comme en des liens, toutes choses tomberaient en ruines et ce qui adviendrait serait, comme on dit, le bouleversement universel[17] ».

Parmi les platoniciens les plus connus, Plutarque de Chéronée (Ier siècle et début IIe) cite plusieurs interprétations allégoriques du texte homérique ; le Pseudo-Plutarque, auteur d'un ouvrage Sur la Vie et la poésie d'Homère, consacrera un large chapitre à ce type d'exégèse :
- « Héphaïstos est qualifié de “boiteux” parce que le feu sans bois ne marche pas, pas plus qu'un boiteux sans bâton »[19].
- « À propos d'Héra qui s'embellit pour Zeus et de la ceinture magique, on peut y voir une certaine purification de l'air qui s'approche de l'élément igné »[20].

Viennent ensuite les néo-platoniciens Porphyre (cf. supra) et Proclos (Ve siècle), avec le sixième traité de son Commentaire sur la République de Platon, ou sont accumulées des interprétations allégoriques du poète :
- « Il semble, en fait, que le Créateur universel, en composant le monde d'éléments opposés et en y introduisant une amitié proportionnelle, réunit en même temps les activités d'Héphaïstos, celles d'Arès et celles d'Aphrodite: quand il engendre les oppositions des éléments, il les engendre selon l'Arès qui est en lui; quand il met en œuvre leur amitié, il agit selon la puissance d'Aphrodite; quand il relie ce qui relève d'Aphrodite à ce qui est propre à Arès, il adopte comme exemple préalable l'art d'Héphaïstos. Il est lui-même toutes choses et il œuvre avec tous les dieux[22]. »

On trouve également des commentaires théologiques sur Homère répandus dans les ouvrages des néo-platoniciens Plotin (IIIe siècle), Hermias d'Alexandrie (Ve siècle) et d'Olympiodore le Jeune (VIe siècle).

### Épicure et les épicuriens
Épicure (IVe-IIIe siècle) aurait basé plusieurs thèmes de sa philosophie (bonheur des dieux, recherche du plaisir) sur plusieurs passages homériques :
- « Épicure et son école se sont appuyés sur ce passage [Odyssée, IX, 3 à 11] pour définir le plaisir comme fin de nos actions »[23].

### Les stoïciens
« On reconnaît en général que l'exégèse édifiante d'Homère était pratiquée principalement par les stoïciens et que ces derniers l'avaient hérité des anciens rhapsodes ». L'interprétation physique y est omniprésente :
- « Cléanthe (IVe et IIIe siècles] invite à lire άνα Δωδωναιε [maître de Dodone] [Iliade, XVI, 232] en un seul mot, pour voir en Zeus l'air qui s'évapore de la terre et qui, à cause de l'exhalaison (ανάδοσις), est qualifié de αναδωδωναιος »[25].

Un cas particulièrement représentatif est le stoïcien Cornutus (Ier siècle apr. J.-C.) dont l'ouvrage Survol de la tradition théologique grecque est une compilation où tout le panthéon homérique est expliqué comme un ensemble d'allusions aux phénomènes naturels:
- « Hadès représente l'air dont les parties sont les plus épaisses, et qui est le plus proche de la terre »[27].
- « Zeus habite dans le ciel, puisque c'est là qu'est située la partie principale de l'Âme du monde. [...] La tradition fait d'Héra (Ήρα), c'est-à-dire de l'air (αήρ), sa femme et sa sœur. En effet, elle lui est conjointe et attachée quand il s'élève de la terre et qu'il la couvre[28]. »

### Autres exégètes de l'Antiquité
Il y a de nombreux autres auteurs anciens, grecs et latins, qui, sans appartenir nettement à un des courants philosophiques précités, livrent au moins des échantillons de l'exégèse physico-théologique d'Homère: Aristote, Cicéron, Macrobe, etc.
Un cas un peu énigmatique est Héraclite  (Ier siècle apr. J.-C., sous Auguste ou sous Néron), qu'on ne peut rattacher à aucune école philosophique : il n'est certainement pas platonicien ni épicurien. Il a rédigé des Allégories d'Homère où tous les grands épisodes de l' Iliade et de l' Odyssée sont interprétés allégoriquement: c'est même le premier ouvrage conservé qui commente le texte homérique de manière systématique, d'un bout à l'autre :
- « La sagesse porte un nom qui ne manque pas de crédit: μῶλυ (“moly”); car elle visite seuls (μόνους), ou à peine (μόλις), quelques (ολίγους) hommes »[33].
- « En face de l'eau Homère met le feu, en appelant le Soleil du nom d'Apollon, et la nature humide du nom de Poséidon »[34].

### Les Byzantins et les Arabes
Des recueils plus tardifs, rassemblant de très nombreux commentaires homériques anciens autrement inconnus, mais aussi des apports originaux, ont été réalisés par deux Byzantins du XIIe siècle : Eustathe, archevêque de Thessalonique, et Jean Tzétzès. On trouve quelques commentaires allégoriques dans le traité Sur Homère de Gémiste Pléthon (seconde moitié XIVe siècle - première moitié XVe). Il existe aussi plusieurs commentaires philosophiques sur Homère, entièrement originaux, rédigés par le Byzantin Christophe Contoléon (fin XVe - début XVIe). Enfin, on retrouve plusieurs interprétations physiques du texte homérique chez les anciens auteurs arabes :
- « Le poète a qualifié la seule lame en or de dons de Dieu [Iliade, XX, 268], par excellence et au pluriel [...] Cet or (χρυσός) n'est donc pas une chose rustique: il protège (ρύεται) de la mort[40]! »
- « Héra représente l'éther; les deux enclumes attachées à ses pieds, la terre et la mer; la chaîne d'or qui lie ses mains, la matière ignée et combustible »[41].
- « Pénélope (Πηνελόπη) représente celle qui a pris (λαβουσα) les fils (πήνας) des destins, c'est-à-dire la trame conforme à la nature et à l'ordre qu'a filé la nature, et qui ne veut pas s'y soumettre, car elle est supérieure à la nature; c'est pourquoi le poète représente par elle les activités surnaturelles »[42].

### Les humanistes et les alchimistes
Étroitement rattachés aux commentaires physiques des Anciens, les commentaires d'Homère plus tardifs, rédigés par les humanistes et les alchimistes, ou philosophes hermétiques, à partir du XIVe siècle, sont nombreux et variés. Il existe parmi eux beaucoup de commentaires physiques originaux. On peut citer ici les noms de Petrus Bonus (XIVe siècle), de François Rabelais (XVIe siècle), de Jean Dorat (XVIe siècle), Blaise de Vigenère (XVIe siècle), de Giovanni Bracesco (XVIe siècle), de Michel Maier (XVIIe siècle), etc :
- « Les dieux ne vivent pas de pain et de vin comme les mortels, aussi n'ont-ils pas de sang, mais, au lieu de cela, une substance qu'ils nomment “ichôr” [cf. Iliade, V, 339 à 342], qui est comme une subtile sérosité salsugineuse, empêchant la corruption dans les animaux et tous les autres composés élémentaires »[43].
- « Protée est le mercure qui se change en toutes les formes et récupère de nouveau la sienne propre »[44].
- « Protée, Triton et autres monstruosités de ce genre inventées par les poètes n'indiquent rien d'autre que la matière philosophique »[45].

### Les chrétiens
Quasi depuis le début du christianisme, les auteurs chrétiens ont eux aussi commenté l'Aède, souvent dans une optique théologique proprement chrétienne: citons Clément d'Alexandie et Hippolyte de Rome (milieu IIe siècle - début IIIe) ; plus tard, surtout le Byzantin Psellos (XIe siècle).
- Les poètes et philosophes grecs distinguant souvent plusieurs Zeus, Clément d'Alexandrie explique qu'en parlant du « grand Zeus », Homère désigne ce que les chrétiens appellent « Dieu le Père »; quand il parle de « Zeus qui tient l'égide », il s'agit de ce que les chrétiens appellent « Dieu le Fils »[47].
- Psellos voit dans les différents dieux assis auprès de Zeus (Ζηνός) (cf. Iliade, IV, 1) les Chérubins, Puissances, Principautés, Dominations, Esprits serviteurs, Séraphins, Archanges, Anges, etc. assis aux côtés du Verbe qui donne la vie (ζην)[48].

## L'exégèse historique
Dans l'Antiquité, l'interprétation allégorique qui donne au texte d'Homère un sens purement historique a été développée surtout par Palaiphatos, auteur d'un ouvrage Histoires incroyables, et par Évhémère (IVe siècle av. J.-C.):
- « Comment se fait-il, par exemple, qu'on ait cru aux Centaures? [...] Des jeunes gens [...] imaginèrent de monter sur des chevaux (jusqu'alors on se contentait d'atteler les chevaux à des chars) pour donner la chasse aux taureaux et les cribler de leurs flèches : d'où leur nom de Centaures, ou pique-taureaux[50]. »
- « Les dieux, pour Évhémère, sont d'anciens conquérants ou des civilisateurs »[51].

Sans avoir connu le même impact que l'interprétation physique et théologique, l'exégèse historique d'Homère, et de la mythologie en général, a connu un regain d'intérêt avec l'abbé Antoine Banier (XVIIIe siècle): « plusieurs fois remanié et augmenté, son grand ouvrage d'interprétation historique de la mythologie est fortement empreint d'évhémérisme et ne fait plus guère référence aujourd’hui, mais il fut accueilli en son temps avec beaucoup de faveur ». Son contemporain Dom Pernety (cf. supra), partisan de l'exégèse physique, s'évertua dans ses Fables de démonter les arguments historicistes de l'abbé Banier.

## L'exégèse éthique
Également moins importante que l'exégèse physique, mais plus présente que l'historique, fut l'explication moralisante des épisodes homériques. L'intérêt porté par les anciens philosophes à l'esprit, ou ψυχή, les amenait tout naturellement à formuler certaines considérations éthiques et d'en chercher un appui dans le texte de l'Aède. On trouve des exemples chez Aristote, chez les épicuriens, les stoïciens, comme aussi chez certains auteurs chrétiens, par exemple Matthieu d'Éphèse (fin XIIIe - début XIVe siècle) :
- « En examinant minutieusement l'intention du poète, nous pensons voir en Ulysse l'intellect souverain de l'esprit; en ses compagnons, les pensées et puissances innées [...]; en Circé qui ensorcelle et altère les formes de la dignité du raisonnement, le plaisir vil et irréfléchi »[54].